# Choeung Ek
Choeung Ek (tiếng Khmer: ជើងឯក [cəəŋ aek]) là địa điểm có một khu vườn cũ ở Phnôm Pênh, Campuchia, hiện có ngôi mộ tập thể của nạn nhân bị Khmer Đỏ giết hại từ năm 1975 đến 1979.
Choeung Ek cách thủ đô Phnôm Pênh khoảng 17 km về phía nam. Đây là địa điểm nổi tiếng nhất trong số các địa điểm được gọi là Cánh đồng chết, nơi chế độ Khmer Đỏ đã hành quyết hơn một triệu người  trong khoảng thời gian từ 1975 đến 1979. Vì thế đây được coi là thành phần của Bảo tàng diệt chủng Tuol Sleng.

## Mô tả
Những ngôi mộ tập thể chứa 8.895 thi thể được phát hiện tại Choeung Ek sau khi chế độ Khmer Đỏ sụp đổ. Nhiều người chết là cựu tù nhân chính trị đã bị Khmer Đỏ giam giữ trong trại giam Tuol Sleng và trong các nhà tù Campuchia khác.
Ngày nay, Choeung Ek là một đài tưởng niệm, được xây dựng là một bảo tháp Phật giáo. Bảo tháp có các mặt kính acrylic và chứa hơn 5.000 hộp sọ người. Các tầng thấp được mở cửa trong ngày để khách viếng thăm có thể nhìn thấy trực tiếp các hộp sọ. Nhiều hộp sọ bị vỡ do hành quyết gây ra.
Khách du lịch được chính phủ Campuchia khuyến khích đến thăm Choeung Ek. Ngoài bảo tháp còn có những cái hố đã khai quật các thi thể. Xương người vẫn rải rác khắp nơi.
Ngày 3 tháng 5 năm 2005, chính quyền thủ đô Phnôm Pênh thông báo rằng họ đã ký một thỏa thuận 30 năm với JC Royal Co. để phát triển đài tưởng niệm tại Choeung Ek. Thỏa thuận cũng xác định dự án không được làm xáo trộn hài cốt vẫn còn hiện diện trên thực địa .
Bộ phim Những cánh đồng chết là một sự miêu tả đầy kịch tính của những sự kiện giống như những sự kiện diễn ra tại Choeung Ek.